# Трикарико
Трика̀рико (на италиански: Tricarico) е градче и община в Южна Италия, провинция Матера, регион Базиликата. Разположено е на 698 m надморска височина. Населението на общината е 5605 души (към 2012 г.).
В Трикарико се намират мощите на първия сердикийски мъченик Потит, роден в Сердика (днешна София) и пострадал мъченически при император Антонин (138 – 161).